# DaRon Holmes II
Pour les articles homonymes, voir Holmes.
DaRon Rodrick Holmes II, né le  15 août 2002 à Overland Park dans le Kansas, est un joueur américain de basket-ball évoluant aux postes d'ailier fort et pivot. Il mesure 2,05 m.

## Biographie

### Carrière universitaire
Entre 2021 et 2024, il joue pour les Flyers de Dayton à l'université de Dayton.

### Carrière professionnelle
Holmes est sélectionné en 22e position lors de la draft 2024 de la NBA par les Suns de Phoenix. Il est ensuite envoyé aux Nuggets de Denver. En juillet 2024, il participe à une rencontre de NBA Summer League et se rompt le tendon d'Achille. Holmes manque alors l'intégralité de la saison 2024-2025.

## Palmarès

### Universitaire
- Consensus second-team All-American (2024)
- Atlantic 10 co-Player of the Year (2024)
- 2× First-team All-Atlantic 10 (2023, 2024)
- Second-team All-Atlantic 10 (2022)
- Atlantic 10 Defensive Player of the Year (2024)
- Atlantic 10 Rookie of the Year (2022)

## Statistiques

### Universitaires
| Saison    | Équipe   | Matchs | Titul. | Min./m | % Tir | % 3pts | % LF | Rbds/m. | Pass/m. | Int/m. | Ctr/m. | Pts/m. |
| --------- | -------- | ------ | ------ | ------ | ----- | ------ | ---- | ------- | ------- | ------ | ------ | ------ |
| 2021-2022 | Dayton   | 35     | 34     | 30,7   | 64,9  | 14,3   | 58,6 | 6,06    | 1,31    | 0,43   | 2,31   | 12,83  |
| 2022-2023 | Dayton   | 34     | 33     | 34,2   | 59,0  | 31,6   | 66,9 | 8,09    | 1,71    | 0,74   | 1,94   | 18,35  |
| 2023-2024 | Dayton   | 33     | 33     | 32,4   | 54,4  | 38,6   | 71,3 | 8,52    | 2,61    | 0,94   | 2,06   | 20,36  |
| Carrière  | Carrière | 102    | 100    | 32,4   | 58,8  | 35,8   | 67,1 | 7,53    | 1,86    | 0,70   | 2,11   | 17,11  |